# 劉哲 (宣德進士)
劉哲（1395年—？），江西吉安府萬安縣人，民籍。明朝政治人物。進士出身。

## 生平
江西鄉試中舉。宣德八年（1433年）癸丑科會試會試第一名，殿試登進士第二甲第三十四名。

## 家族
曾祖父劉仲華。父亲劉子儀。